# Burcht Ellar
De Burcht Ellar (Duits: Burg Ellar) is een voormalige hoogteburcht op 290 m boven NN in Ellar, een stadsdeel van Waldbrunn, in de Landkreis Limburg-Weilburg in de Duitse deelstaat Hessen.

## Geschiedenis
De Burcht Ellar werd eind 13e eeuw gebouwd, waarschijnlijk door de graven van Diez, ter bescherming van de rijkswegen. In de nabijheid stond het tolhuis Gadelheimer Mühle.
De eerste vermelding is uit 1323 als ene Heinricus Burggraf zu Ellar voorkomt in het gevolg van graaf Emico I van Nassau-Hadamar. In de 14e eeuw hebben meerdere burchtmannen de naam van de burcht als bijnaam gevoerd. Tussen 1337 en 1362 was de burcht door de graven van Diez verpand aan de graven van Nassau-Hadamar. Na de inlossing werd de burcht gerepareerd.
In 1367/68 kwam de burcht als bruidsschat in het bezit van het graafschap Katzenelnbogen. Tijdens deze overdracht bevestigde keizer Karel IV de burcht als rijksonmiddellijk leen. In 1408 sloten de graven Johan IV van Katzenelnbogen en Johan I van Nassau-Siegen op de burcht een burchtvrede die een eind maakte aan de Nassau-Hadamarse Successiestrijd. Tijdens de Mainzer Stichtoorlog diende de burcht als uitvalsbasis voor de graven van Katzenelnbogen tegen het graafschap Sayn. Bij het uitsterven van de graven van Katzenelnbogen in 1479 kwam de helft van de burcht aan Hessen.
Bij het Verdrag van Frankfurt van 30 juni 1557 waarbij de Katzenelnbogische Erbfolgestreit tussen Hessen en Nassau-Siegen beëindigt werd, kwam de gehele burcht in handen van graaf Willem I van Nassau-Siegen. Omdat de burcht geen politieke of militaire betekenis meer had, raakte de burcht daarna in verval.
In de 15e en 16e eeuw was de burcht zetel van een ambtman en een rentmeester. Uit de rekeningen van deze rentmeester is bekend dat de burcht een donjon had. Deze donjon diende ook als duiventoren. Tot het vaste personeel van de burcht behoorden een torenwachter en twee koks.
Tijdens de Dertigjarige Oorlog werd de ruïne nog eenmaal als vluchtburcht voor de inwoners van de omliggende dorpen uitgebouwd.
Vanaf 1969 werden er maatregelen genomen om de burcht te behouden.

## Beschrijving van de burcht
Het betreft een ongeveer rechthoekig gebouw met buitenafmetingen van 21 bij 27 meter. De ongeveer twee meter dikke funderingsmuren zijn gemaakt van basaltstenen. Verrassend genoeg hebben ze geen ramen of schietgaten. In een hoek staat een donjon die als uitkijktoren wordt gebruikt. Op de binnenhof van de burcht is een overdekt paviljoen gebouwd, dat gebruikt kan worden voor evenementen. De bijgebouwen die de burcht vroeger omringden zijn volledig verdwenen.